# Hugo Nisbeth
Adolf Fredrik Hugo Nisbeth, född 10 januari 1837 i Nors socken, död 9 juli 1887 i Stockholm, var en svensk tidningsredaktör, publicist och boktryckare.
Hugo Nisbeth var son till kaptenen och tullmannen Per Fredrik Nisbeth. Han var tänkt för en bana som sjöofficer, blev sjökadett 1854 och avlade sjökaptensexamen vid navigationsskolan i Kalmar 1857. Han lämnade dock kort därefter det militära och innehade olika anställningar inom handelsflottan innan han sadlade om och blev journalist för Post- och Inrikes Tidningar. Nisbeth var 1864-1866 redaktör och utgivare av Stockholms Börs- och Handels-Tidning, var 1865-1867 boktryckare i Stockholm var 1866 redaktör och utgivare av Expositions-Tidningen. Han var 1867 redaktör och utgivare av Svensk Handels-Tidning, 1868-1870 av Svensk Handels- och Industri-Tidning och 1868-1870 av Veritas. 
År 1872 reste Nisbeth till USA som korrespondent för Aftonbladet, men hade troligen redan från början planer på att stanna och söka lyckan där. 1872-1874 reste han i Mellanvästern och var 1873-1874 redaktör och utgivare av California Scandinav i San Francisco. Nisbeth återvände 1874 till Sverige men gav sig därefter på nytt av till USA och stannade till året därpå. År 1876 följde en tredje amerikaresa under vilken han bevakade världsutställningen i Philadelphia för Aftonbladet. Under hösten samma år besökte han även Saint-Barthélemy. Resorna resulterade i en lång rad artiklar för Aftonbladet. Nya resereportage följde efter en resa till Konstantinopel 1877. Under perioderna i Sverige genomförde han även resereportage därifrån, bland annat från de skånska stenkolsgruvorna och från Dalarna. Nisbeth tenderade dock till att inte enbart rapportera sådant han själv upplevt. Diskussioner uppkom på Aftonbladets redaktion sedan det efter ett reportage från Niagarafallen framgick han inte kunde ha besökt dem själv när han påstod att han gjort det. Nisbeth fick dock fortsätta att rapportera, även om just det reportaget uteslöts då hans resereportage 1874 utgavs som en reseskildring under titeln Två år i Amerika. 
År 1877 lämnade Nisbeth Aftonbladet och grundade i stället själv tidningen Figaro. Ambitionen var att skapa en opolitisk nöjestidning med förlaga från amerikanska tidningar. Ganska snart kom dock Figaro att introducera en politisk ledarsida, och fick visst rykte om sig för skandaljournalistik. Tidningen kom att bli uppmärksammad i samband med en rättegång 1879 där Lars Olsson Smith var part och Figaro publicerade en mängd handlingar i målet. Det visade sig senare att brännvinskungen betalat tidningen för publiceringen. Fram till 1882 växte upplagan, men krympte därefter något i konkurrens med ett flertal nystartade liknande tidningar. Stockholms Enskilda bank och André Oscar Wallenberg gick in med medel till tidningen och ganska snart kunde Wallenberg genom sitt inflytande styra tidningens politiska linje. För att komma till rätta med de ekonomiska problemen försökte Nisbeth omvandla Figaro till dagstidning. Det hela blev dock en ekonomisk förlustaffär och 1886 gick tidningen i konkurs. En kort tid därefter kunde dock Nisbeth återuppta veckotidningsutgivningen av Figaro.
Hugo Nisbeth var förebild för den samvetslöse tidningsredaktören Agaton Hund af Hutlösa i August Strindbergs Det nya riket.